# György Bakos (Handballspieler)
György Bakos [ˈɟørɟ ˈbɒkoʃ] (* 28. Mai 1984) ist ein ungarischer Handballspieler.
Der 1,87 Meter große und 94 Kilogramm schwere linke Außenspieler steht bei Pler KC Budapest unter Vertrag. Zuvor spielte er bei Tatabánya KC. Mit diesen beiden Vereinen spielte er im EHF-Pokal (Spielzeiten 2005/06, 2006/07, 2009/10) und im Europapokal der Pokalsieger (2007/08, 2008/09).
György Bakos bestritt ein Länderspiel für die ungarische Nationalmannschaft (Stand: Dezember 2009); er stand im Aufgebot Ungarns für die Europameisterschaft t2010.